# Staroje Boriskino
Staroje Boriskino (rusky Старое Борискино) je kamenný meteorit. Dopadl 20. dubna 1930 na území Orenburské oblasti v Rusku. Na lomu je vidět vnitřní černé zabarvení. Nazván je podle vesnice Staroboriskino.
Byl v něm nalezen i vodný křemičitan ze skupiny chloritu, poté byla zjištěna i přítomnost krystalové vody. Později byla krystalová voda nalezena i v meteoritu Orhei a dalších uhlíkatých meteoritech.